# 河本浩一
河本浩一是一名隸屬於任天堂的電子遊戲製作人，現為任天堂企劃製作本部第四製作組經理。

## 生平簡介
於1997年加入任天堂，最初在任天堂情報開發本部擔任程式設計的工作，參與的第一個作品為《瑪利歐藝術家 天才工作室》。而後轉入任天堂企劃開發本部環境製作部，主要與高橋伸也、岩田聰一同進行Touch! Generations品牌的遊戲開發，擔任此品牌腦鍛鍊系列的遊戲總監，首部作品為《東北大學未來科學技術共同研究中心川島隆太教授監修 大人的DS腦力鍛鍊》，同時也擔任Wii部分頻道的總監。
2012年左右將重心轉向遊戲製作人職務，風格主要為製作與當代任天堂主機硬體相關的遊戲，例如應用到任天堂Switch紅外線功能的任天堂Labo、可分離Joy-Con的《健身環大冒險》、《1-2-Switch》。現為任天堂企劃製作本部第四組組長、亦是任天堂Switch的研發總監、任天堂Switch 2的製作人。

## 作品
| 年份 | 作品                                                                | 擔任職務       |
| ---- | ------------------------------------------------------------------- | -------------- |
| 2000 | 瑪利歐藝術家 天才工作室                                             | 程式           |
| 2000 | 瑪利歐藝術家 多邊形工作室                                           | 程式           |
| 2001 | 路易吉洋樓                                                          | 程式           |
| 2002 | 薩爾達傳說 眾神的三角力量                                           | 程式           |
| 2003 | 瓦力欧制造                                                          | 遊戲概念       |
| 2003 | 瓦利歐製造 集合！！                                                 | 概念           |
| 2004 | 薩爾達傳說 四人之劍+                                                | 系統總監       |
| 2004 | 觸控瓦利歐製造                                                      | 概念           |
| 2005 | 東北大學未來科學技術共同研究中心川島隆太教授監修 大人的DS腦力鍛鍊   | 總監           |
| 2005 | 川島隆太教授的DS腦力強化訓練                                        | 總監           |
| 2006 | 新聞頻道                                                            | 總監           |
| 2006 | 天氣頻道                                                            | 總監           |
| 2006 | 相片頻道                                                            | 總監           |
| 2006 | 舞動瓦利歐製造                                                      | 概念           |
| 2007 | 薩爾達傳說 夢幻沙漏                                                 | 特別感謝       |
| 2008 | 大家的常識力電視                                                    | 監督           |
| 2008 | 大合奏！樂團兄弟DX                                                  | 特別感謝       |
| 2008 | 照照瓦利歐制造                                                      | 概念           |
| 2008 | 更加腦鍛鍊                                                          | 製作人         |
| 2009 | 撲克牌DSi                                                           | 總監           |
| 2009 | 老子製造                                                            | 概念           |
| 2009 | 日本経済新聞社監修 知らないままでは損をする「モノやお金のしくみ」DS | 企劃監督       |
| 2009 | 相片格鬥                                                            | 遊戲概念       |
| 2011 | WiiU與3DS的Mii製造                                                  | 總監           |
| 2011 | 3DS的AR功能                                                         | 總監           |
| 2011 | 瞬間交錯Mii廣場                                                     | 總監           |
| 2012 | 聽力機關                                                            | 特別感謝       |
| 2012 | 腦科學專家川島隆太博士監修 突破極限腦的5分鐘魔鬼鍛鍊                | 製作人         |
| 2012 | WiiU的Mii廣場                                                       | 製作人         |
| 2013 | 瞬間交錯Mii廣場付費內容第一彈                                       | 製作人         |
| 2013 | だるめしスポーツ店                                                  | 製作人         |
| 2013 | 大合奏！樂團兄弟P                                                   | 顧問           |
| 2014 | 任天堂明星大亂鬥3DS/Wii U                                           | 監督(原作遊戲) |
| 2014 | バッジとれ〜るセンター                                              | 製作人         |
| 2015 | 箱子男孩                                                            | 特別感謝       |
| 2015 | 瞬間交錯Mii廣場付費內容第二彈                                       | 製作人         |
| 2016 | 瞬間交錯Mii廣場付費內容第三彈                                       | 製作人         |
| 2016 | 迷托邦                                                              | 製作人         |
| 2017 | 1-2-Switch                                                          | 製作人         |
| 2018 | 任天堂Labo                                                          | 製作人         |
| 2018 | 瓦利歐制造 豪華版                                                   | 概念           |
| 2018 | 任天堂明星大亂鬥 特別版                                             | 原作遊戲監督   |
| 2019 | 健身環大冒險                                                        | 製作人         |
| 2019 | 腦科學專家 川島隆太博士監修 大人的Nintendo Switch腦部鍛鍊           | 製作人         |
| 2021 | 迷托邦Switch版                                                      | 製作人         |
| 2021 | 靈活腦學校 一起伸展大腦                                             | 製作人         |
| 2022 | Nintendo Switch 運動                                                | 製作人         |
| 2023 | Everbody 1-2-Switch                                                 | 製作人         |

## 軼事
在開發健身環大冒險期間，為了測試遊戲內容而整個製作組一起遊玩，由於運動的過於劇烈一度被任天堂開發中心大樓其他職員以為發生了地震。

## 外部連結
- 河本浩一在MobyGames上的資料
- 河本浩一在CEDEC2020上演講的內容 （页面存档备份，存于）